# Latigazo meteorológico
El latigazo meteorológico es el fenómeno de cambios rápidos entre extremos en el clima, que, según algunos científicos, es causado por el cambio climático.

## Ocurrencia
En 2023, Benji Jones de Vox escribió que la frase en inglés weather whiplash había estado en uso durante diez años o más, pero, en un estudio de 2021 en el International Journal of Climatology, Cameron C. Lee caracterizó el fenómeno como entonces ganando protagonismo tanto en la academia como en la prensa. Al 2019, no había una definición científica formal para el latigazo meteorológico.
Se observó un latigazo meteorológico en medio de las olas de calor en Europa en 2022, que secaron a Francia en una de sus peores sequías jamás registradas y provocaron el julio más seco durante décadas en Inglaterra, luego rompieron con fuertes lluvias e inundaciones, y lluvias el mismo verano durante la megasequía en el suroeste de América del Norte. A fines de 2022 y principios de 2023, el fenómeno volvió a golpear a América del Norte cuando el frío récord alrededor de Navidad retrocedió a un calor récord en enero, que a principios de febrero se convirtió en un frío aún más extremo en el nordeste de Estados Unidos. En el estado estadounidense de California, los fenómenos meteorológicos pasaron de una sequía extrema a inundaciones causadas por ríos atmosféricos.
El latigazo meteorológico también puede traer primaveras falsas, o períodos cálidos de invierno que ocultan una helada que los sigue, y tormentas de nieve extrañas a principios de la temporada; ambos pueden perturbar la agricultura y la red eléctrica.
Un estudio realizado en 2018 encontró la probabilidad de que ambos extremos de precipitación aumentaran en California, aumentando las posibilidades de años muy húmedos después de años muy secos y viceversa.

## Vínculos propuestos con el cambio climático
El vórtice polar provoca fluctuaciones en las temperaturas invernales en las latitudes medias. El climatólogo Judah Cohen y otros propusieron que el cambio climático en el Ártico estaba causando que el vórtice oscilara, trayendo aire frío al sur del Medio Oeste de los Estados Unidos, que luego fue reemplazado por aire tropical cálido. Dijeron que esto aumentaría la frecuencia de tales latigazos en el futuro. Cohen reconoció que este seguía siendo un punto de vista minoritario a partir de 2023.